# 오세준
오세준(1979년 2월 14일 ~)은 대한민국의 가수다. 2000년 디토 1집 앨범 [One Heart There Boys...]로 데뷔했다.

## 방송
- iTVFM 오세준의 P.S 아이 러브 유 (2005)
- 쇼! 뮤직탱크 (2005)
- 고마워 웃게 해줘서 (2010)
- 도깨비 뚜구닥 (2011)
- 내 생애 마지막 오디션 (2012) - Top14

## 영화
- 꿍따리 유랑단 (2011) - 주연

## 음반
- 내게서 끝나는 추억 (2004)
- 내 생애 마지막 오디션 - 50%의 생존확률 1 Vs 1 대결 Part.1 (2012)
- 아카시아 (2013)
- Forever Love (2013)
- 그런 날 함께 (2018)

### 디토
- One Heart, There Boys… (2000)